# Dreieinigkeitskirche (Berndorf)

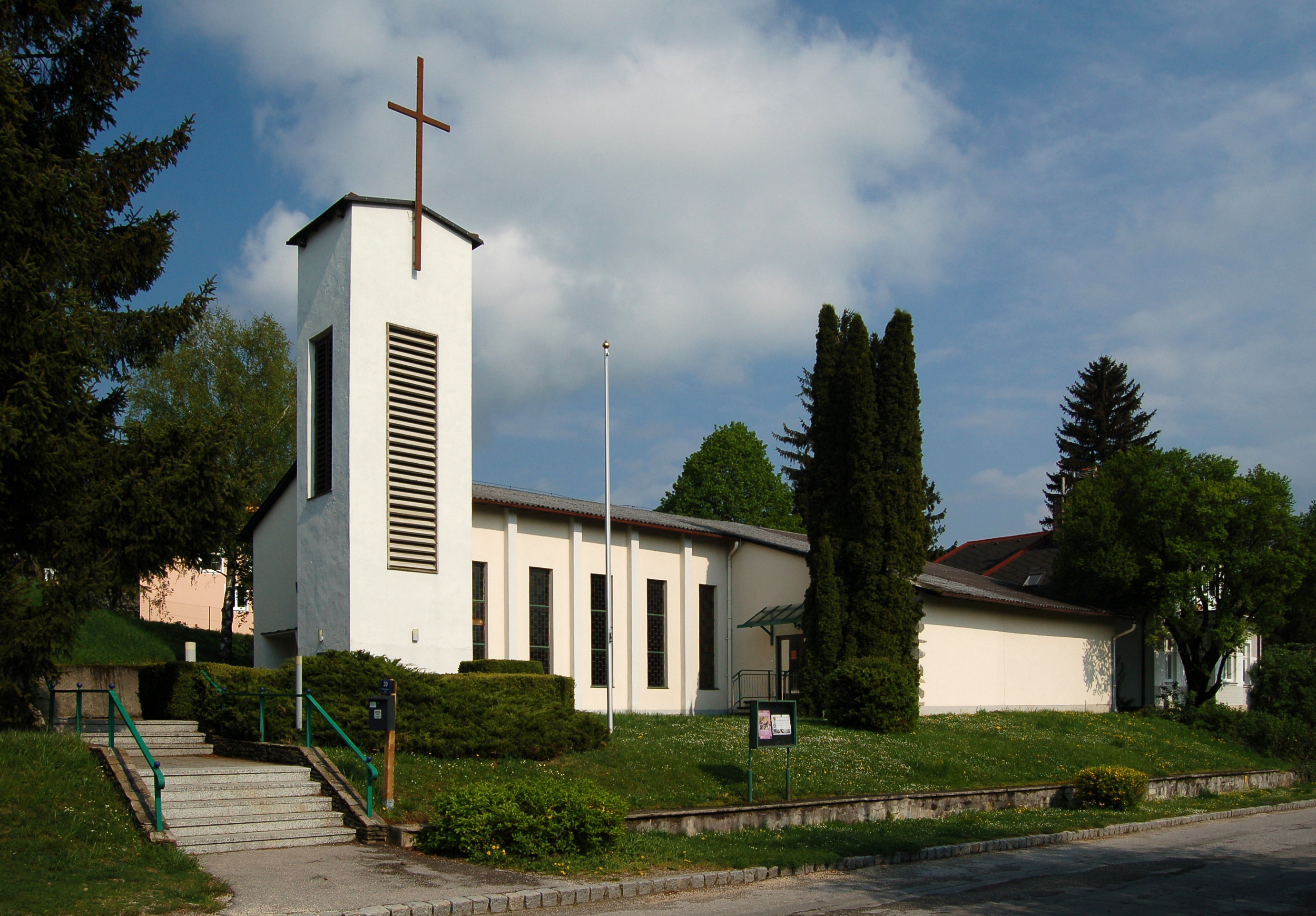
Dreieinigkeitskirche Berndorf

Die Dreieinigkeitskirche Berndorf ist die evangelische Pfarrkirche der Stadtgemeinde Berndorf im Bezirk Baden in Niederösterreich. Sie gehört zur Evangelischen Superintendentur A. B. Niederösterreich.

## Geschichte
Das Gemeindegebiet der evangelischen Pfarrgemeinde A.u.H.B. Berndorf umfasst das gesamte Triestingtal von Altenmarkt an der Triesting und Thenneberg bis Enzesfeld-Lindabrunn und Hirtenberg. Die Pfarrkirche wurde 1960/1961 von dem Kirchenarchitekten Rudolf Angelides als einfacher Baukörper mit seitlich angeschobenem Glockenturm erbaut. Das von großen Rechteckfenstern belichtete Innere stellt einen Kastenraum mit gefalteter, der äußeren Dachneigung entsprechender Balkendecke dar, wobei sich ein mittiges Band in den eingezogenen Altarraum fortsetzt und hier, farblich akzentuiert, die Altarrückwand bildet.